# منطقه موکگوا
منطقه موکگوا (به اسپانیایی: Moquegua Region) یک منطقه در پرو است.
مساحت این منطقه ۱۵۷۳۳٫۹۷ کیلومتر مربع و جمعیت آن ۱۶۳۷۵۷ نفر است.